# Littérature guyanaise
La littérature guyanaise est la littérature qui comprend l'ensemble des œuvres écrites par des auteurs guyanais ou de personnes liées à la Guyane (300 000 résidents environ en 2023). Elle s'exprime aussi bien en langue française qu'en créole guyanais.

## Histoire
La littérature guyanaise est une littérature à rapprocher de la littérature des Antilles francophones : Martinique, Guadeloupe, Haïti. Pour certains, il s'agit d'une littérature Antilles-Guyane par rapport aux questions abordées qui sont surtout liées à l'esclavage et aux autres problèmes sociétaux. Ainsi, cette littérature prend plusieurs formes. D'abord l'oralité, parce qu'elle constitue un élément caractéristique de la littérature guyanaise, comme c'est le cas pour bon nombre de pays de l'Amérique noire. Par rapport à cela, on peut tenir compte des contes, des légendes, des fables et sous une autre forme les romans.

### Les contes en Guyane
Les contes constituent un élément non négligeable de la littérature guyanaise. Pour comprendre l'apparition des contes, il est important de voir le rôle que joue la période coloniale. En effet, la déportation de nombreux africains surtout pendant la deuxième moitié du XVIIe siècle et leur réduction en esclave pour travailler dans les plantations donne naissance à ce qu'on peut appeler la littérature orale. En outre, la fin du XIXe et le début du XXe siècle voit la diffusion des contes recueillis par des chroniqueurs, des voyageurs ou des administratifs comme c'est le cas des publications de Henry Coudreau (1895) et Brousseau (1900). Il est important aussi de tenir compte des contes les plus populaires, comme ceux de Michel Lohier (1960) Contes et légendes folkloriques de Guyane qui a fait l'objet d'une réédition en 1980. Néanmoins, d'autres contes restent ignorés en Guyane. Veillées noires de Damas, publiés en 1943 et rééditées en 1972, et Le Petit roi de Chimérie (1924) de René Maran restent peu populaires en Guyane (Ndagano, 1996, p. 25).

### Les légendes en Guyane
Par rapport à son étymologie, le mot légende vient latin médiéval « legenda ». Il désigne un récit populaire traditionnel, plus ou moins fabuleux, mais qui a souvent un fondement historique, réel. Ainsi, pour les légendes en Guyane, elles sont surtout liées à la période esclavagiste et de l'orpaillage, ce qui diffère chez les amérindiens avec leur trait en rapport à l'organisation cosmique, sociale et culturelle.

### Les fables en Guyane
Pour l'écriture des fables créoles guyanaise, il convient de penser aux écrits de Saint-Quentin. Toutefois, pour comprendre les écrits de Saint-Quentin, il serait important de voir l'influence de La Fontaine à travers la structure de ses textes. Ainsi, en comparaison au fable de La Fontaine titré Le Renard et le corbeau, Saint-Quentin a écrit Le Chien et le crabier. De plus, Saint-Quentin a écrit Tig et Piti-mouton, ce qui montre le rapport avec Le loup et l'Agneau  de La Fontaine (Ndagano, 1996, page 29). Les œuvres d'Alfred Parépou lui permettent de prendre place parmi les auteurs de fables en Guyane, même s'il a publié le premier roman écrit en créole guyanais, Atipa (1885). Ce nom a fait l'objet de débats chez les critiques littéraires surtout sur l'identité de cet écrivain.

### Quête et affirmation identitaires
Pour parler de la littérature noire francophone, il serait important de voir l'implication de certains écrivains Guyanais. Ils ont joué un rôle majeur dans les grands moments de la quête et de l'affirmation identitaires. Pour Le Pelletier (2014, p. 11), un tournant s'observe dans la littérature guyanaise à, partir du XIXe siècle. En effet, la littérature guyanaise s'affirme avec d'abord avec les écrits de Thomas Ismaÿl Urbain et s'accompagne d'une quête identitaire toujours d'actualité. Des ouvrages sont importants pour comprendre ce tournant : dans Introduction à l'histoire de Cayenne, l'Étude sur la grammaire créole d'Alfred et Auguste de Saint-Quentin, et Atipa d'Alfred Parépou. Cela donne naissance à différentes phases de maturité de la littérature guyanaise. Il est aussi important de voir l'impact des écrivains Guyanais et leurs écrits sur la Négritude. De ce fait, Damas (1912-1978) reste une figure importante. Si Senghor place René Maran comme le précurseur de la Négritude, cela reste très contesté. Pour Michel Hausser (1975, p. 9), Senghor a fait de Maran un peu hâtivement un précurseur de la Négritude. Néanmoins, son roman titré Batouala a fait de lui le premier noir à avoir reçu le prix le prix littéraire prestigieux en France. Il a surtout montré l'Afrique telle quelle est dans son roman, une Afrique exploitée et ses habitants dévalorisés,.

### La littérature guyanaise et la négritude
La négritude représente un élément constitutif de la littérature guyanaise. De ce fait, l'appartenance de certains auteurs clés comme Léon-Gontran Damas s'avère importante pour comprendre l'affirmation identitaire dans cette littérature. Damas fait partie du trio fondateur de la négritude et sa participation dans les activités politiques et culturelles lui a donné une aura en Guyane. Néanmoins, l'apport de René Maran reste important à la littérature guyanaise. Ainsi, son passage en Afrique lui a inspiré ses romans et ses nouvelles.

## Les grandes étapes de la littérature guyanaise

### XIXesiècle
Le XIXe siècle guyanais est marqué par une faible présence d'écrivains. À cette époque, les écrivains ne publient alors que quelques poèmes dispersés dans les journaux locaux. Toutefois, il est désormais difficile de retrouver aujourd'hui la trace des écrits de certains poètes guyanais: Ho-A-Sim-Elosem, Munian, R. Octaville, etc. Deux poètes guyanais font figure d'exception. D'après Ndagano (1996), Ismaÿl Urbain et Fabien Flavien seraient considérés comme les premiers poètes guyanais. Cependant, Alfred Parépou  est un écrivain qui a marqué son époque par son œuvre Atipa (1885).
- Ismaÿl Urbain (1812 - 1884) : Le voyage d'Orient. Il a écrit des poèmes qui décrivent la douleur de l'esclavage et la domination des blancs : La Noire, prière, Prière à une blanche[9]. Pour certains comme Edmund Burk, il est le père de la négritude[10].
- Alfred Parépou (1841 - 1887), Atipa (1885). Parépou joue un rôle important aussi parmi les écrivains guyanais. Avec sa publication en créole guyanais titré Atipa, il est considéré comme celui avec lequel la littérature guyanaise a pris naissance[11]. En effet, son objectif dans ce roman est d'abord de défendre le créole guyanais face à ceux qui le critiquent ou le détestent. Ensuite, il cherche à porter un jugement critique sur la société guyanaise de cette époque. Cette œuvre constitue ce qu'on pourrait appeler une revendication culturelle, c'est-à-dire la reconnaissance du créole comme moyen de communication en dépit de l'extrême domination de la langue française, langue de la scolarisation sur tout le territoire guyanais[8].
- Fabien Flavien Le Blond : L'Oréide, poème de la Comté (1862)[2].

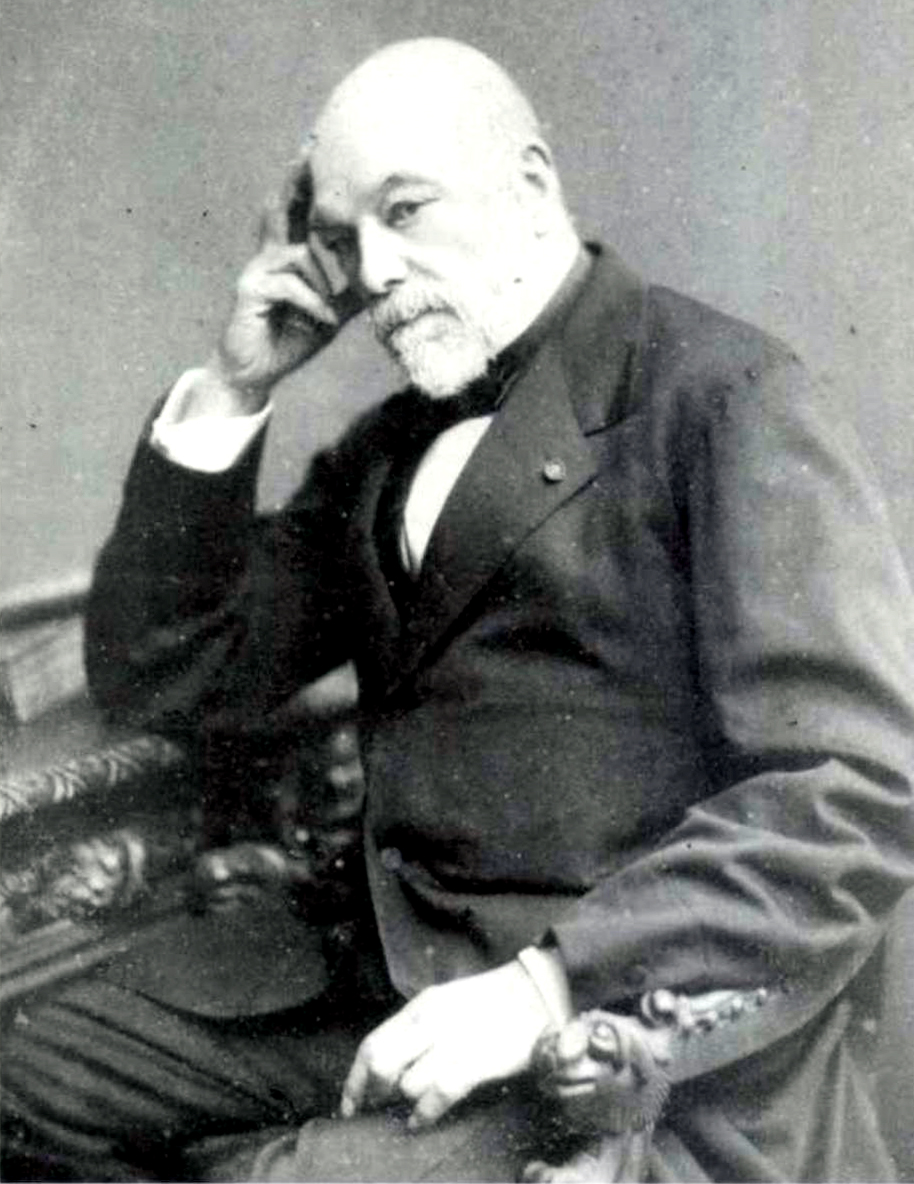
Ismaÿl Urbain.

### Première moitié duXXesiècle
La période allant de 1900 à 1950 constitue une grande étape de la littérature guyanaise dans la mesure où elle accouche de nombreux écrivains qui ont un impact considérable comme ceux de la Négritude.
- René Maran (1887 - 1960), romancier, Batouala (1921). Il est né à Fort de France en Martinique le 8 novembre 1887 et est mort à Paris le 9 mai 1960 (Ndagano, 1996, p. 99). Il est lauréat du prix Goncourt l'année de la publication de son roman Batouala[12]. Autres œuvres : La maison du bonheur (1909) ; La vie intérieure (1912) ; Journal sans date (1927) ; Le cœur serré (1931) ; Bacouya le cinocéphale (1953).
- Constantin Verderosa (1889 - 1970), italo-alsacien, attaché à la commune de Sinnamary, dramaturge, essayiste, Scènes créoles (Eloïse, Céphise, La peau Léon), Les chaînes du passé (1952).
- Léon-Gontran Damas (1912 - 1978), poète, essayiste, Pigments, Graffiti, Névralgies, Black-Label. Damas est un auteur important de la négritude. Pigments constitue une œuvre majeure de la littérature guyanaise. C'est un recueil de poème à la gloire de l'homme noir. Dans son œuvre Retour en Guyane, il dénonce la stratégie assimilationniste mise en place par le système éducatif français à travers la pédagogue de l'école publique sous Jules Ferry : " cette éducation ne comporte ni l'histoire, ni la géographie du continent américain où vit l'individu qui la reçoit, ni l'organisation sociale, ni les origines des premiers hommes qui habitaient la région, encore moins la tragédie qui naquit la réalité présente. Il ne saurait être question de donner au Guyanais, ni une conscience de soi-même, ni des possibilités de se développer [. . .], il est question, bien au contraire, de subjuguer son cœur, son libre arbitre, son esprit […][2]" ; Prix littéraire des Caraïbes 1969)
- Bertène Juminer (1927 - 2003), romancier, Les Bâtards (1961), Au Seuil d’un nouveau cri, La Revanche de Bozambo, Les Héritiers de la presqu’île, La Fraction de seconde. Bertène est surtout connu pour avoir dénoncé les drames et les problèmes liés à la départementalisation de la Guyane[13]. De ce fait, son œuvre, Les Bâtards, contribue à identifier les maux de la Guyane. Cette œuvre constitue également un complément à la publication de Damas, Retour de Guyane, par rapport aux dénonciations politiques[8] ; Prix littéraire des Caraïbes 1981.
- Roberte Horth (1905-1932) publie en 1931 le premier texte littéraire connu écrit par une femme guyanaise, dans la revue de Paulette Nardal[14].

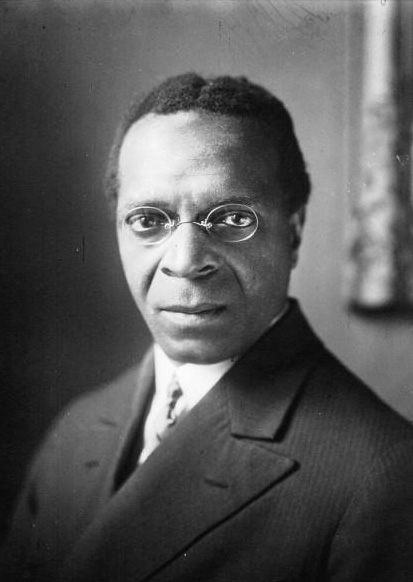
René Maran.
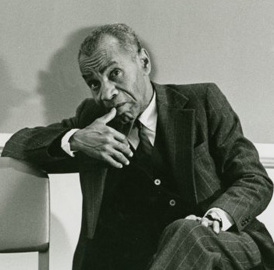
Léon-Gontran Damas.
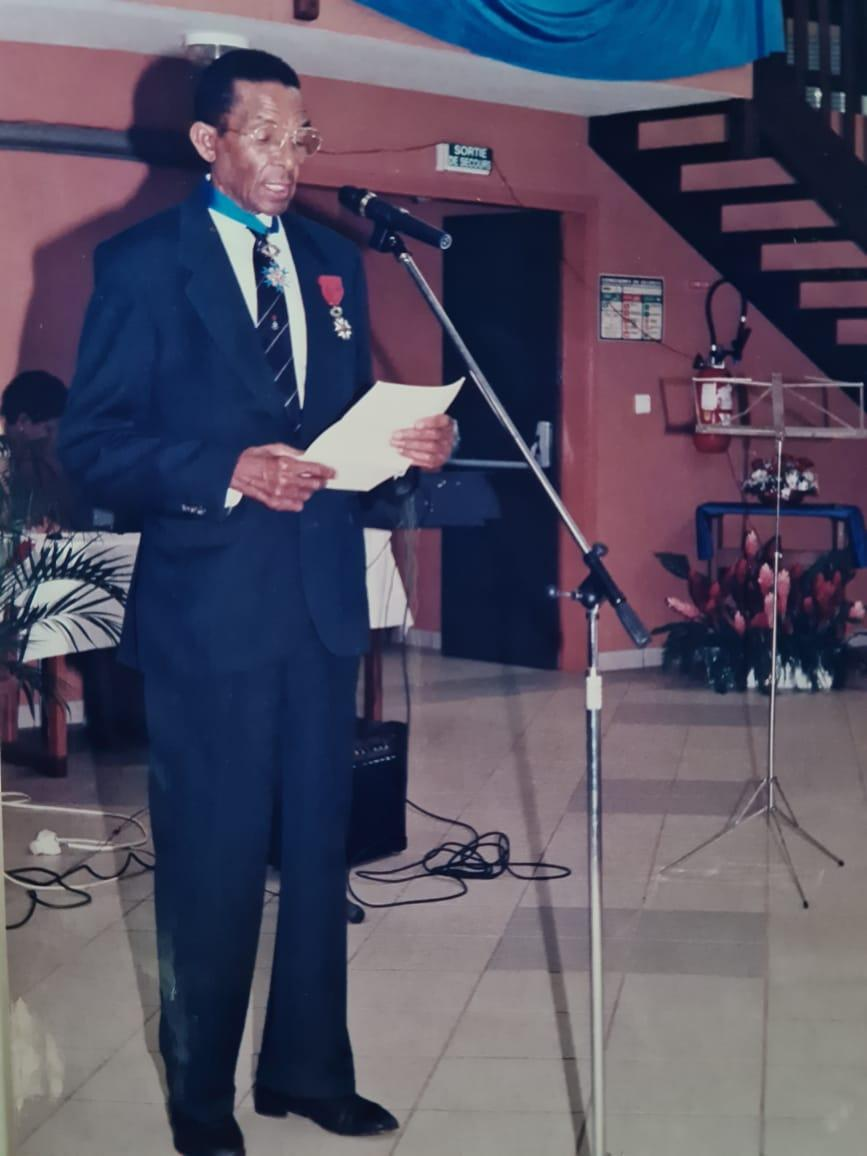
Bertène Juminer.

### Génération 1950-1960
Cette génération d'écrivains guyanais est surtout marquée par des écrits sur la cause noire. Serge Patient et Elie Stephenson ont en effet abordé cette problématique à travers leurs écrits.
- Serge Patient (1934 - 2021), romancier, poète, Le Nègre du Gouverneur (1978)[15]. Dans cet ouvrage, Patient fait le lien avec le rétablissement de l'esclavage par Victor Hugues sous les ordres de Napoléon. Son personnage principal, D'Chimbo fut responsable de la compagnie chasseurs nègres de Victor Hugues. Pour lui, le salut du nègre se trouve dans l'acquisition de la culture de l'homme blanc, ce qui pourrait les libérer de l'esclavage. En effet, il est le premier des héritiers affirmés de Damas.
- André Paradis (1939 -), essayiste, romancier, nouvelliste, Marronnages (1998), L’Année du fromager (2000), Le Soleil du fleuve (2002)Des Hommes libres (2005).
- Georges Othily (1944 - 2017), poète et essayiste. Harmonie d'Ebène (recueil de poèmes), 1965. La Guyane : les grands problèmes, les solutions possibles Éditions caribéennes, 1984. 1928 : Tragédie à Cayenne - les émeutes, la mort du docteur Jean, Éditions caribéennes, 1987. La Guyane une ambition, un avenir, Éditions caribéennes, 1989.
- Élie Stéphenson (1944 -), poète, Une flèche pour le pays à l’encan, Poèmes négro-indiens aux enfants de Guyane, Catacombes de soleil, Terres mêlées, Comme des gouttes de sang. Stéphenson a joué un rôle majeur aussi dans la littérature guyanaise. ses publications contribuent à la renaissance de la littérature guyanaise depuis les publications des poésies de Damas. Dans ses œuvres, il évoque les problèmes de la Guyane tout en se focalisant sur l'aspect culturel et politique.
- Lyne-Marie Stanley (1944 -), romancière, La Saison des abattis (1996), Mélodie pour l’orchidée (2001), Abel (2006).
- Bernard Montabo (1946-2017, surnom de Bernard Lévêque)[16], conteur, nouvelliste, Le Palais des Jésuites, Vodún, Le Camp du Portugais (2007). Dans ses œuvres, il a tendance à s'orienter vers l'histoire de la Guyane, en d'autres termes la valorisation de la culture guyanaise[1].

### Génération 1970-1980

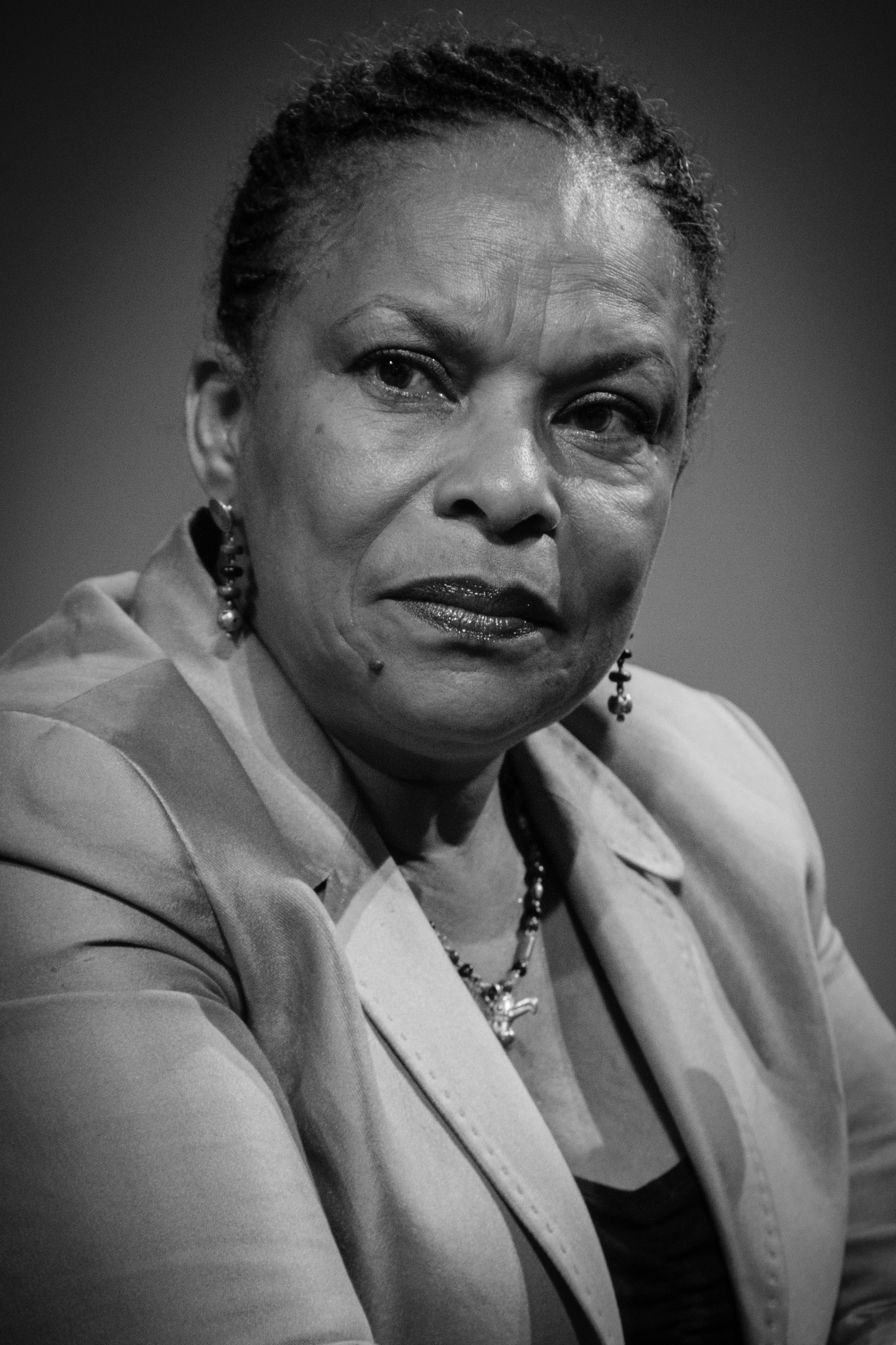
Christiane Taubira.
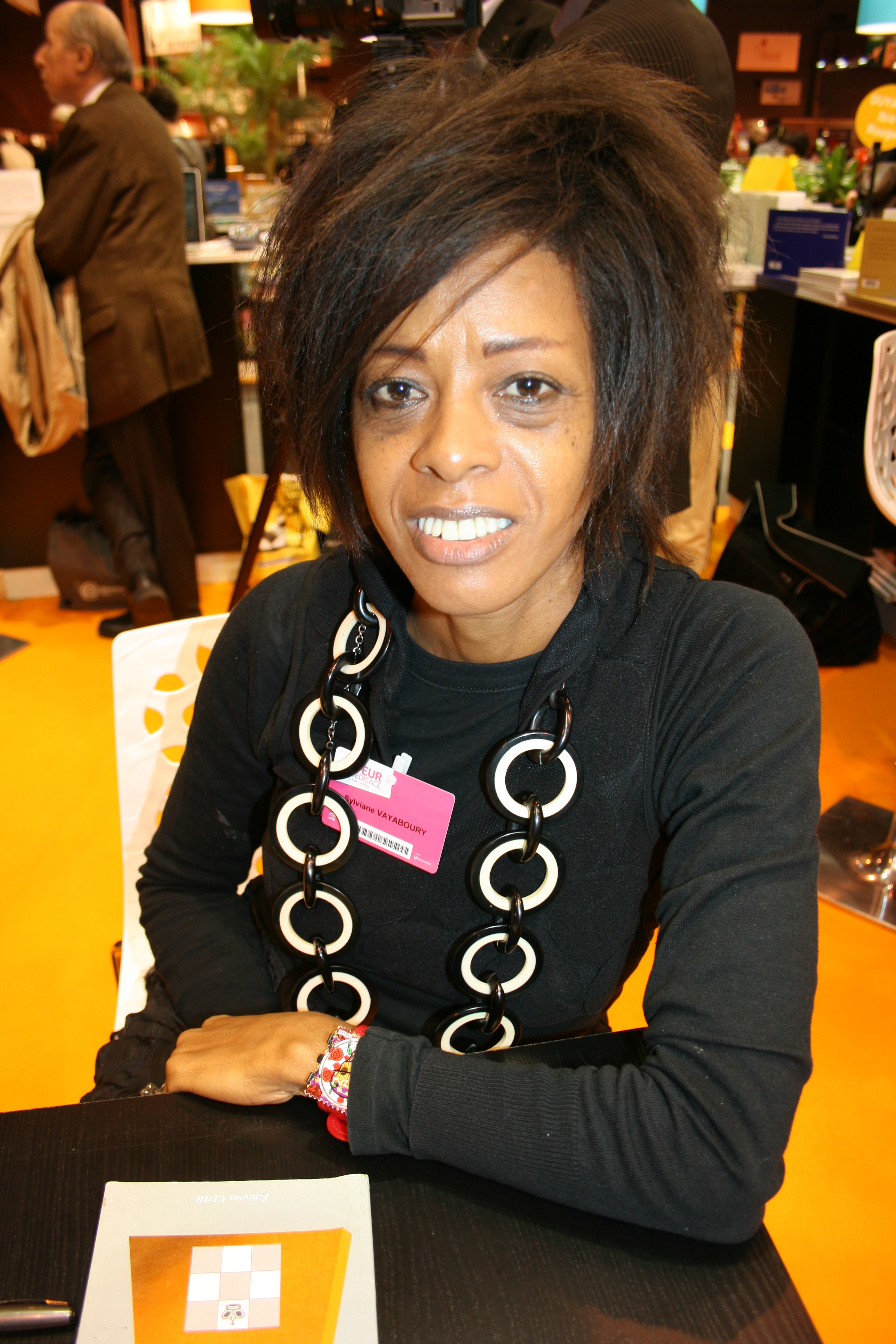
Sylviane Vayaboury.

Différentes générations d'écrivains prennent conscience de la cause noire ou encore de l'esclavage. Que ce soit à travers leurs écrits ou à travers des activités politiques, ils tiennent compte de cette période douloureuse qui a eu de graves conséquences sur la société guyanaise et le monde noir en général. Pour cette génération, Christiane Taubira reste la figure de proue. D'autres écrivains s'intéressent à d'autres types de sujets comme la nature guyanaise, etc.
- Micheline Hermine (d)  (1950 ?), Les iguanes du temps (1988, Prix littéraire des Caraïbes 1991)[17].
- Christiane Taubira (1952 -), essayiste et romancière : Gran Balan, Paris, éditions Plon, 2020, 480 p. (ISBN 978-2-259-30502-0). Entre la littérature et la politique, Taubira est l'écrivaine la plus connue de sa génération. Ancienne garde des sceaux sous François Hollande, elle a milité pour le peuple noir, et surtout la reconnaissance de l'esclavage comme crime contre l'humanité. Dans ses écrits, elle dénonce des faits politiques notamment dans Murmures à la jeunesse qui décrit les attentats en France[18]. Elle a aussi publié d'autres œuvres: Mes météores: Combats politiques au long cours, mémoires (2012), Paroles de liberté (2014), Murmures à la jeunesse (2016), Nous habitons la terre (2017), Baroque sarabande (2018), etc.
- Assunta Renau-Ferrer (1959-)[19], poétesse, Mon coeur est une mangrove (1996)[20].
- Sylviane Vayaboury (1960 -)[21], romancière, Rue Lallouette prolongée (2006), La Crique (2010).
- Mireille Jean-Gilles (1962 -)[22],[23], poétesse, Sous un ciel (1994), Dans le cœur inépuisé de la mer (2003), Le Voyage en Haïti.
- Françoise James-Ousénie (Françoise Loe-Mie, vers 1960-)[24], Voile de Misère sur les filles de Cham (2002), Entre l’arbre et l’écorce, La Complainte de la Négresse Ambroisine D'Chimbo, Matoury.
- Marie-George Thébia (?1968), écrivaine, historienne, Bois d'ébène et autres nouvelles de Guyane (2011), La Vie Bidim d'Ambrosia Nelson (2016), Âmes Tembé (2023).
- Colin Niel (1976-), auteur français de romans noirs, Les Hamacs de carton (2012), Ce qui reste en forêt (2013), Obia (2015), Sur le ciel effondré (2018), Darwyne (2022).

## Principales œuvres

### Romans et autres
- 1885 : Atipa, Roman Guyanais (Alfred Parépou).
- 1921 : Batouala, Véritable roman nègre (René Maran), Prix Goncourt 1921.
- 1942 : Black Martinique...Red Guiana (Nicol Smith).
- 1956 : Black-Label (Léon-Gontran Damas).
- 2020 : Gran Balan (Christiane Taubira).

### Prix du livre d'histoire des Outre-mer
En 2020, le jury du prix du livre d'histoire des Outre-mer récompense l'ethnologue Michèle Baj Strobel pour Les Gens de l'Or, paru dans la Collection Terre humaine aux éditions Plon,. L'auteur, ethnologue et enseignante en histoire des Arts a vécu plusieurs années à Maripasoula, commune située dans le sud de la Guyane. À travers l'objet de l'Or, dont le mythe est fondateur dans l'aire culturelle et géographique abordée, elle traite aussi de la question de la créolité en construisant ses propres archives par les entretiens réalisés.

## Institutions
Le Prix littéraire des Caraïbes récompense tous les deux ans depuis 1965 un auteur francophone des Antilles (Guyane comprise). Il a été remis à quatre reprises à un auteur guyanais :
- 1969 : Léon-Gontran Damas, pour l'ensemble de son œuvre.
- 1981 : Bertène Juminer, pour Les Héritiers de la presqu’île.
- 1991 : Micheline Hermine (1938-)[27], pour Les Iguanes du temps.
- 2009 : Axel May, pour Guyane française, l'or de la honte[28].